# DIN 69900
Die DIN 69900 gilt für die Netzplantechnik und weitere Methoden der Termin- und Ablaufplanung im Projektmanagement und legt die zugehörige Terminologie fest.

## Inhalte
Die Norm beschreibt im ersten Abschnitt den Anwendungsbereich und im zweiten Abschnitt die Normativen Verweise. Im dritten Abschnitt werden etwas mehr als 100 Begriffe zur Netzplantechnik und der Termin- und Ablaufplanung definiert. Im vierten Abschnitt werden Verfahren, Methoden und Anwendung der Netzplantechnik beschrieben.

## Normen zum Projektmanagement
Die erste Norm zum Thema Projektmanagement erschien bereits 1970. Bis 2009 stieg die Zahl der einschlägigen Normen auf 6. Im Januar 2009 verloren alle bisherigen Normen zu diesem Themenbereich ihre Gültigkeit und wurden ersetzt durch formal wie inhaltlich vollständig neu konzipierte Normen.